# Belletti
Juliano Haus Belletti (Cascavel, 20 de junho de 1976) é um treinador e ex-futebolista brasileiro que atuava como lateral-direito ou volante. Atualmente comanda o Barcelona B.
Revelado em 1994 no Cruzeiro, ganhou o prêmio Bola de Prata da revista Placar como melhor meia do Campeonato Brasileiro de 1999 atuando pelo Atlético Mineiro, jogando de forma improvisada na posição. Anos depois, como lateral-direito, foi campeão mundial com a Seleção Brasileira na Copa do Mundo de 2002. Após a conquista do pentacampeonato, partiu para o futebol europeu e foi contratado pelo Villarreal.
Belletti vestiu a camisa de sete equipes, com destaque para a passagem pelo Barcelona, e conquistou 26 títulos. É o único jogador no mundo que tem em suas conquistas os títulos da Copa do Mundo FIFA, da Liga dos Campeões da UEFA, do Campeonato Espanhol, do Campeonato Inglês e do Campeonato Brasileiro. Também é um dos raros jogadores que foi convocado para a Seleção do seu país em duas posições diferentes; como volante em 1995 e como lateral de 2000 a 2005.

## Carreira como jogador

### Início no Cruzeiro
Começou como goleiro, posição em que seu pai Divaldo atuava profissionalmente na década de 1960 e 70. Jogou nessa posição no futsal até os 15 anos de idade, sendo campeão brasileiro, tricampeão paranaense e sendo considerado um dos melhores do país na posição. Nessa idade, em 1992, participou de uma 'peneira' (teste para jogadores jovens) no Cruzeiro com outros 200 atletas. O curioso é que Belletti foi até Belo Horizonte para passar as férias de janeiro com o irmão Sandro, que era goleiro da equipe sub-20 do time mineiro. Mas como não tinha parentes na cidade, disse que iria participar da peneirada somente para poder dormir na Toquinha, concentração das categorias de base do clube. Fez o teste durante dez dias na posição de meia-esquerda, e para surpresa de todos, inclusive de seu pai, foi aprovado pelo então técnico do juvenil do Cruzeiro, Eduardo Amorim. O irmão Sandro encerrou a carreira naquele ano por problemas no joelho.
Seu primeiro jogo na equipe profissional foi no dia 6 de novembro de 1994, com apenas 18 anos, no empate em 1–1 com o Bragantino, pelo Campeonato Brasileiro. Um mês depois assinou seu primeiro contrato profissional. No ano seguinte, com 19 anos, Belletti ajudou o Cruzeiro a chegar na semifinal do Brasileirão e foi convocado como volante pela primeira vez para a Seleção Brasileira, comandada pelo técnico Zagallo, para um jogo contra a Argentina em Buenos Aires.

### São Paulo
Em março de 1996, a pedido do técnico Telê Santana, o então volante foi comprado pelo São Paulo, em uma troca envolvendo cinco jogadores do tricolor paulista: Gilmar, Vítor, Donizete, Aílton e Palhinha; por dois do Cruzeiro: Belletti e Serginho. Firmou-se como um dos principais jogadores da posição no país.
Em 1998, Belletti ficou onze meses sem jogar por uma lesão grave no púbis. Foram duas cirurgias, uma em janeiro e outra em maio, tendo que fazer a segunda por conta de um erro médico na primeira. Naquele ano, atuou somente em quatro partidas.

### Atlético Mineiro
Em 1999, no final de abril, foi emprestado ao Atlético Mineiro. Jogando como volante e marcando gols, Belletti ajudou na conquista do Campeonato Mineiro. Aproveitando a fase artilheira, o técnico Darío Pereyra colocou Belletti para jogar como meia-direita. Com grandes atuações, conquistou a Bola de Prata da revista Placar como melhor meia-direita do Campeonato Brasileiro, em que seu time foi vice-campeão.

### Retorno ao São Paulo
Em janeiro de 2000 voltou ao São Paulo, e numa conversa com o treinador Levir Culpi antes da estreia do tricolor no Torneio Rio-São Paulo, Belletti se ofereceu a ajudar o treinador, já que ele necessitava de um lateral-direito para aquela partida. Com atuações de alto nível, resolveu permanecer na posição. Após seis meses, foi convocado por Vanderlei Luxemburgo para a Seleção Brasileira pela primeira vez. Nessa posição foi convocado por Luiz Felipe Scolari, participou da eliminatórias para a Copa do Mundo de 2002 e fez parte do grupo pentacampeão do mundo, sendo reserva de Cafu. Após o mundial, Belletti foi contratado pelo Villarreal, da Espanha.

### Villarreal
Foram duas ótimas temporadas na equipe, conquistando a Copa Intertoto da UEFA de 2003 e chegando a semifinal da Copa da UEFA de 2004, competição que o clube disputava por primeira vez em sua história. Com um time extraordinário, com nomes como Pepe Reina, Fabricio Coloccini, Marcos Senna, Juan Román Riquelme e Sonny Anderson, Belletti destacou-se e foi contratado pelo Barcelona em 2004.

### Barcelona

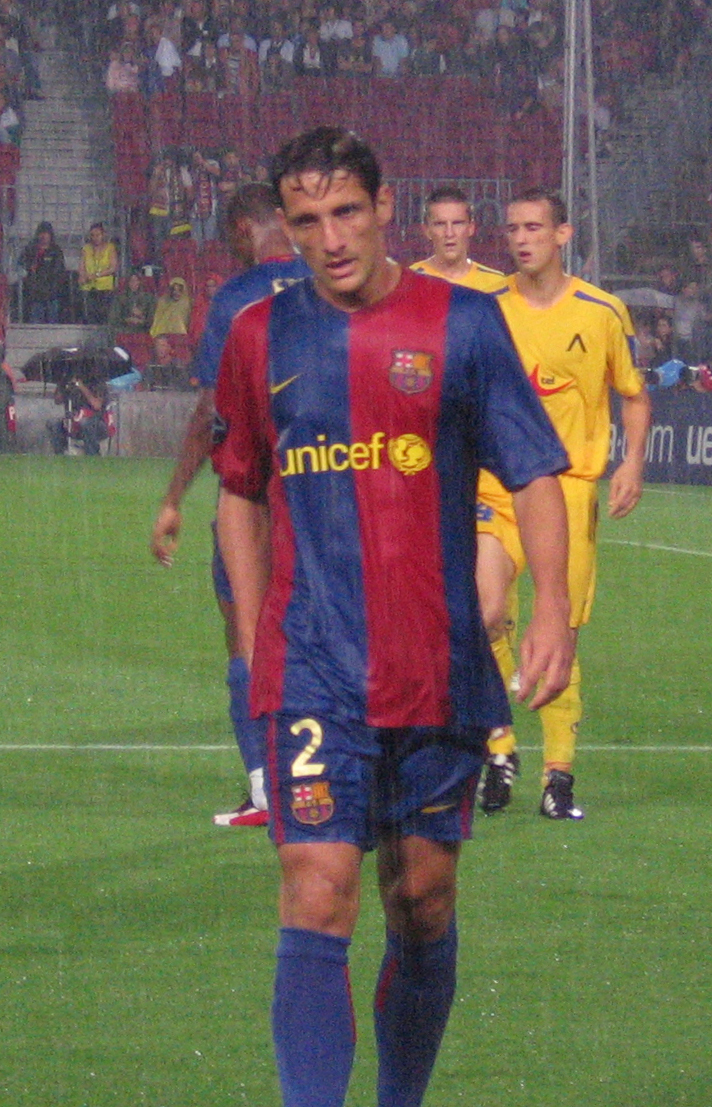
Belletti atuando pelo Barcelona em 2006

Em três temporadas no Barcelona, comandado pelo holandês Frank Rijkaard, Belletti conquistou dois Campeonatos Espanhóis e tornou-se o herói da conquista da Liga dos Campeões da UEFA no dia 17 de maio de 2006, ao marcar o gol da vitória na final, em Paris, contra o Arsenal de Thierry Henry, Cesc Fàbregas e Gilberto Silva. Renovou com o clube catalão no ano seguinte, assinando um novo contrato até junho de 2009.

### Chelsea
Em agosto de 2007, por indicação do treinador português José Mourinho, Belletti foi contratado pelo Chelsea e assinou por três temporadas. Um dos gols que marcou pelo clube, no dia 12 de janeiro de 2008, contra o Tottenham, foi eleito o gol mais bonito da temporada. No time inglês Belletti foi treinado por Felipão, Guus Hiddink, Carlo Ancelotti e Avram Grant. Jogou ao lado de craques como Didier Drogba, Claude Makélélé, Michael Ballack, Nicolas Anelka, Andriy Shevchenko, Petr Čech, Frank Lampard, entre outros.
Ganhou duas Copas da Inglaterra e uma Premier League, chegando também a final da Liga dos Campeões de 2007–08, em que o Chelsea perdeu para o Manchester United na disputa nos pênaltis.
No total pelo Chelsea, disputou 94 jogos e marcou cinco gols.

### Fluminense
Em julho de 2010, de volta ao Brasil, Belletti assinou com o Fluminense por duas temporadas. Conquistou o Campeonato Brasileiro daquele ano. No entanto, em março de 2011, devido ao fato de estar sofrendo muito com problemas graves nos tendões de Aquiles, rescindiu amigavelmente seu contrato com o clube.

### Aposentadoria
Alguns meses depois, Belletti chegou a assinar um contrato com o Ceará, mas seus problemas nos tendões de Aquiles o impediram de cumpri-lo. Rescindiu alguns dias depois, e no dia 27 de junho de 2011, anunciou oficialmente sua aposentadoria aos 35 anos.

## Seleção Nacional
Em novembro de 1995, como volante, foi convocado pela primeira vez para a Seleção Brasileira pelo então técnico Zagallo. Depois, em 2000, voltou à Seleção como lateral-direito, dessa vez sendo chamado por Vanderlei Luxemburgo. No total foram mais de 50 convocações. No ano de 2002, Belletti fez parte do plantel que foi campeão da Copa do Mundo FIFA realizada na Coreia do Sul e no Japão. O jogador atuou na semifinal contra a Turquia.

### Gol pela Seleção
| Gol | Data                | Local                                    | Adversário | Placar (Gol) | Resultado final | Competição           | Ref    |
| --- | ------------------- | ---------------------------------------- | ---------- | ------------ | --------------- | -------------------- | ------ |
| 1.  | 18 de julho de 2001 | Estadio Pascual Guerrero, Cáli, Colômbia | Paraguai   | 2–1          | 3–1             | Copa América de 2001 | [ 21 ] |

## Carreira como treinador
Em setembro de 2020, Belletti foi anunciado como diretor de negócios internacionais do Cruzeiro. Já em fevereiro de 2021, o ex-lateral foi efetivado com assistente técnico fixo da equipe principal durante todo o ano, permanecendo até dezembro.
Contratado como treinador do Sub-20 do São Paulo em outubro de 2022, Belletti ficou no cargo até junho de 2023. Após deixar o clube paulista, assumiu o cargo de auxiliar técnico da equipe Sub-19 do Barcelona. Pouco mais de um ano depois, foi anunciado como treinador do Barcelona Sub-19. Sob o comando de Belletti, a equipe juvenil do Barcelona conquistou o Campeonato Espanhol e a Copa do Rei da categoria Sub-19, e em âmbito internacional levantou o troféu da Liga Jovem da UEFA.
Em 30 de maio de 2025, o clube espanhol anunciou a "promoção" de Belletti, que passou a comandar o Barcelona B.

## Vida pessoal
O ex-jogador fundou e foi presidente de um time de futebol da sua cidade natal, Cascavel, no Paraná, o Futebol Clube Cascavel, de 2007 a 2011, e levou a equipe da 3ª a 1ª divisão do estado.
Belletti tem licença PRO de treinador de futebol, da CBF Academy. Também foi diretor geral e editorial da revista Soccer entre 2011 e 2012.
Foi comentarista do canal SporTV de 2012 a 2016. Também foi embaixador global do Barcelona e faz parte da equipe de ex-jogadores do time catalão, o BarçaLegends. Em 2002, Belletti recebeu o título de "Cavaleiro" da Ordem Estadual do Pinheiro do Paraná; no mesmo ano a prefeitura de Cascavel lhe concedeu o título de Cidadão Honorário da cidade.
De janeiro a outubro de 2017, Belletti foi diretor internacional de relações institucionais do Coritiba.

## Títulos

### Como jogador
Cruzeiro
- Copa Master da Supercopa: 1995
- Copa Ouro: 1995
- Campeonato Mineiro: 1996
- Copa do Brasil: 1996

Atlético Mineiro
- Campeonato Mineiro: 1999

São Paulo
- Copa dos Campeões Mundiais: 1996
- Campeonato Paulista: 1998 e 2000
- Torneio Rio–São Paulo: 2001

Villarreal
- Copa Intertoto da UEFA: 2003

Barcelona
- Copa Cataluña: 2004 e 2007
- La Liga: 2004–05 e 2005–06
- Supercopa da Espanha: 2005 e 2006
- Liga dos Campeões da UEFA: 2005–06

Chelsea
- Copa da Inglaterra: 2008–09 e 2009–10
- Supercopa da Inglaterra: 2009
- Premier League: 2009–10

Fluminense
- Campeonato Brasileiro: 2010

Seleção Brasileira
- Copa do Mundo FIFA: 2002

### Como treinador
Barcelona Juvenil
- Copa del Rey Juvenil: 2025
- Liga Jovem da UEFA: 2024–25